# Fokken
Fokken is het vermeerderen en selecteren van vee, pluimvee en allerlei huisdieren, almede dierentuindieren. Als fokken het doel heeft om gewenste eigenschappen te verbeteren of in stand te houden door middel van kruising en selectie (kunstmatige selectie), dan heet dit veredelen. In principe is dit hetzelfde proces dat wordt toegepast bij plantenveredeling.
Door de - vanuit het standpunt van de fokker of zijn klant - beste dieren te kiezen om mee verder te fokken treedt een proces op van kruising en selectie, dat resulteert in een verbeterd ras of het in stand houden van het ras. Omdat het belangrijk is gegevens te hebben omtrent de overerfbaarheid van de eigenschappen van het dier, worden uitgebreide administraties bijgehouden. Voorbeelden van zulke administraties zijn het Friese stamboek, paardenstamboek, kattenstamboekverenigingen, stambomen van rashonden, de Nederlandse witte geit en andere huisdieren.
Dierentuinen in Europa kunnen participeren in een tweetal projecten om conservatie van (bedreigde) diersoorten te faciliteren.
Het European Endangered Species Programme (EEP's) is een reeks fokprogramma's voor bedreigde diersoorten, toegepast in Europese dierentuinen die zijn aangesloten bij de EAZA.
Het European Studbook Breeding Programme (ESB), heeft tot doel het vergaren van informatie over gehouden dieren, om zodoende informatie te verzamelen die kan helpen voor het goed verzorgen en fokken met bepaalde diersoorten. Dit gebeurt onder andere door geboorten, overlijdens, overdrachten, bereikte leeftijden etc. vast te leggen in een gemeenschappelijke database, zodat daaruit conclusies kunnen worden getrokken.

## Fokwaarde
Om te bepalen welke dieren het beste zijn om het fokdoel te halen, worden voor de in het fokdoel gedefinieerde eigenschappen van een dier geschat. Zo kan een bepaalde melkkoe of stier een fokwaarde hebben van +150 kg voor melk. Deze fokwaarde wordt geschat aan de hand van de prestaties van individuele dieren en van het nageslacht van deze dieren. Hoe meer nageslacht er van een bepaald dier is hoe meer prestaties er bekend zijn en dus hoe nauwkeuriger de fokwaarde geschat kan worden.
Naast het berekenen van fokwaarden voor productie, bestaan er ook fokwaarden voor exterieur. Hierbij worden kenmerken als lichaamsbouw beoordeeld. De veehouder of zijn adviseur kunnen dan aan de hand van zowel productie als exterieurkenmerken een optimale keuze bepalen voor het nageslacht. Uiteraard rekening houdend met erfelijkheidsgraden van de diverse kenmerken, inteelt en afwijkingen.

## Vleesvarkens
De zeugen zijn meestal kruisingen van verschillende rassen. De voor het dekken van deze zeugen gebruikte beren behoren weer tot andere rassen. Vleesvarkens zijn dus hybriden. De zeugen worden geselecteerd op vruchtbaarheid en de hoeveelheid biggen per worp en de beren op groei, bevleesdheid en voerefficiëntie.
De meest gebruikte varkensrassen voor het fokken zijn:
- Zeugen
  - Nederlands Landras,
  - het Fins Landras,
  - de York en
  - de Large White.
- Beren
  - de York voor bevleesheid en hoge groeisnelheid
  - de Piétrain voor bevleesheid en voerefficiëntie (goede voederconversie)
  - de Duroc voor vitaliteit en sappig vlees

## Vleeskuikens
De eieren waaruit de vleeskuikens komen worden gelegd door vleeskuiken-ouderdieren. Daar ontstaat dan een gebruikskruising door de vleeskuiken moederdieren (die de erfelijke eigenschappen hebben van een beetje vlezig en veel leggen), te kruisen met de vleeskuiken vaderdieren (die de eigenschap hebben van snel groeien en veel vleesaanzet).

## Vermeerderingsdieren
Als het dieren gehouden worden voor het produceren van nieuwe generaties landbouwdieren, en bijvoorbeeld niet voor vleesproductie of veredeling, spreekt de regelgeving van vermeerderingsdieren. Hieraan worden speciale eisen gesteld. Zo moeten ouder- en grootouder-koppels van kippen en kalkoenen in de pluimveehouderij elke paar weken getest worden op zoönotische salmonellabesmetting. De tests worden in Nederland uitgevoerd door de fokkers of de Nederlandse Voedsel- en Warenautoriteit. Die instantie houdt ook toezicht. Besmette dieren dienen geslacht te worden.